# Lenkei György
Lenkei György, Schönwald György (Alsódabas, 1890. december 6. – eltűnt 1914. szeptember 11-én) színész. Lenkei Zoltán és Lenkei Erzsi testvére.

## Életútja
Schönwald Ferenc és Steiner Szidónia (1860–1929) fiaként született. A gimnázium elvégzése után Solymosi Elek debreceni színésziskolájába iratkozott be, egy évvel később Szatmáron már szép sikerrel játszott a Császár katonáiban, Zilahy Gyula társulatánál. 1910. szeptember 1-jétől Fehér Vilmoshoz szerződött és Szekszárdon a Testőr című vígjáték színész-szerepében érte el a legnagyobb sikerét. 1912-ben Heves Bélához szerződött (Nagykőrös, Kisvárda, Gyulafehérvár), ahol szintén sikerrel játszotta a Tanítónőben a tanítót, az Iglói diákokban Petki Pált stb. 1914. augusztus közepén bevonult katonának és szeptember elején már elvitték az orosz harctérre, ahol Grodeknél 11-én eltűnt. Hősi halált halt.